# Moonrise Kingdom
Moonrise Kingdom (englisch für ‚Königreich des Mondaufgangs‘) ist eine US-amerikanische Filmkomödie des Regisseurs Wes Anderson aus dem Jahr 2012.

## Handlung
Auf der (fiktiven) Insel New Penzance Island vor der Küste Neuenglands, im Jahr 1965: Die zwölfjährige Suzy Bishop lebt hier mit ihren Eltern und ihren drei kleinen Brüdern. Sie beobachtet gerne mit ihrem Fernglas und so entdeckt sie auch, dass ihre Mutter ein Verhältnis mit dem Inselpolizisten Captain Sharp hat.
Der zwölfjährige Sam Shakusky schleicht sich nachts aus einem Pfadfinderlager, um sich mit seiner Brieffreundin Suzy, die er im Vorjahr auf einer Schulaufführung der Kinderoper „Noahs Sintflut“ von Benjamin Britten kennengelernt hatte, zu treffen und zusammen mit ihr zu fliehen. Suzy wird jedoch von ihrem kleinen Bruder verraten, und schon am nächsten Tag werden die beiden von Sams Mitpfadfindern aufgestöbert. Suzy verletzt einen von ihnen mit ihrer Linkshänderschere und es gelingt ihnen, noch einmal zu flüchten.
An einer abgelegenen Meeresbucht, dem „3.25-mile-inlet“, schlagen sie ihr Lager auf und küssen sich hier auch zum ersten Mal. Die beiden festigen ihre Bindung, indem Sam die Ohrlöcher des Mädchens mit einem Paar Angelhakenohrringen durchsticht. Am nächsten Morgen jedoch werden sie von einem Suchtrupp, bestehend aus Captain Sharp, Sams Mitpfadfindern und deren Anführer Ward sowie Suzys Eltern, geweckt. Während Suzy wieder zu ihren Eltern zurückgebracht wird, wird Sam, der als Waisenkind bei Pflegeeltern aufwuchs, die ihn nun nicht mehr zurücknehmen wollen, bei Captain Sharp untergebracht, bis eine Vertreterin des Jugendamts entscheidet, was weiter mit ihm geschehen soll: Waisenhaus oder Elektroschocktherapie.
Als die Pfadfinder aus Sams Truppe, in der er der unbeliebteste Scout war, davon erfahren, besinnen sie sich darauf, ihm und seiner Freundin zu helfen und den beiden erneut die Flucht zu ermöglichen. Gemeinsam gelangen sie so zu Cousin Ben, einem im Camp auf der Nachbarinsel stationierten Verwandten eines der Kinder. Er möchte Suzy und Sam bei der weiteren Flucht helfen und verheiratet die beiden.
Ihre weitere Flucht jedoch wird von einem aufkommenden Sturm verhindert. Alle Bewohner der Insel und auch der Suchtrupp von New Penzance Island finden in der Kirche Unterschlupf. Als Suzy und Sam dort entdeckt werden, flüchten beide auf den Kirchturm und wollen schon in die Sturmflut hinabspringen, als Captain Sharp sie erreicht und der Vertreterin des Jugendamts per Funkgerät die Zustimmung abringen kann, Sam bei sich aufnehmen zu dürfen. Im gleichen Augenblick wird der Kirchturm vom Blitz getroffen, doch alle drei überleben.
Am Ende des Films sieht man Suzy und Sam im Haus der Bishops. Sam trägt nun ebenfalls das Outfit der Inselpolizei und malt gerade ein Bild, bis er von Walt und Laura Bishop, die nun zum ersten Mal gemeinsam ihre Kinder zu Tisch rufen, unterbrochen wird. Sam verlässt das Haus durch das Fenster und geht zum Auto von Captain Sharp, den er auf seiner Patrouillenfahrt begleitet. Suzy verabschiedet sich von Sam, indem sie ihm eine Kusshand zuwirft, er lächelt ihr zu, bevor er ins Auto steigt. Sams Bild schließlich zeigt die Meeresbucht, an der er und Suzy sich zum ersten Mal geküsst haben und die es nach der Sturmflut nicht mehr gibt. Sie hatte von ihnen den Namen „Moonrise Kingdom“ bekommen.

## Entstehung und Veröffentlichung
| Figur                                | Darsteller               | Deutscher Sprecher   |
| ------------------------------------ | ------------------------ | -------------------- |
| Erzähler                             | Bob Balaban              | Uli Krohm            |
| Sam Shakusky                         | Jared Gilman             | David Kunze          |
| Suzy Bishop                          | Kara Hayward             | Emily Gilbert        |
| Captain Sharp                        | Bruce Willis             | Manfred Lehmann      |
| Mr. Walt Bishop                      | Bill Murray              | Arne Elsholtz        |
| Mrs. Laura Bishop                    | Frances McDormand        | Heidrun Bartholomäus |
| Scout Master Ward                    | Edward Norton            | Andreas Fröhlich     |
| Cousin Ben                           | Jason Schwartzman        | Norman Matt          |
| Frau vom Jugendamt                   | Tilda Swinton            | Karin Buchholz       |
| Commander Pierce                     | Harvey Keitel            | Joachim Kerzel       |
| Herbert Billingsley, Sams Stiefvater | Larry Pine               | Jörg Hengstler       |
| Sekretär McIntire                    | Eric Anderson            | Gerrit Schmidt-Foß   |
| Lionel, Suzys Bruder                 | Jake Ryan                | Joshua Nathan        |
| Redford, Pfadfinder                  | Lucas Hedges             | Marco Eßer           |
| Deluca, Pfadfinder                   | Rob H. Campbell          | Christian Zeiger     |
| Gadge, Pfadfinder                    | Chandler Frantz          | Finlay Kühn          |
| Lazy Eye, Pfadfinder                 | Charlie Kilgore          | Cedric Eich          |
| Nickelby, Pfadfinder                 | Tommy Nelson             | Paul-Lino Krenz      |
| Panagle, Pfadfinder                  | Andreas Sheikh           | Marcel Mann          |
| Roosevelt, Pfadfinder                | Seamus Davey-Fitzpatrick | Linus Drews          |
| Skotak, Pfadfinder                   | Gabriel Rush             | Henning Katz         |
| Izod, Pfadfinder                     | L. J. Foley              |                      |

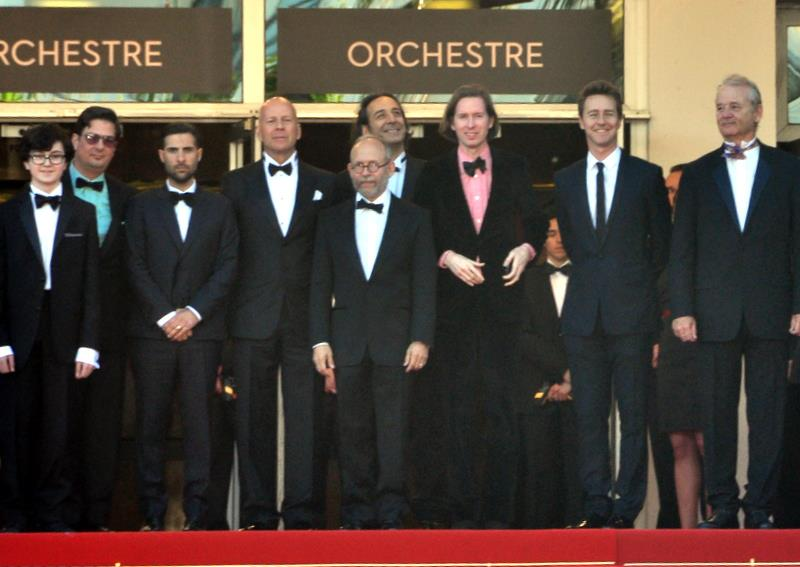
Filmcrew und Schauspieler bei den Filmfestspielen von Cannes 2012

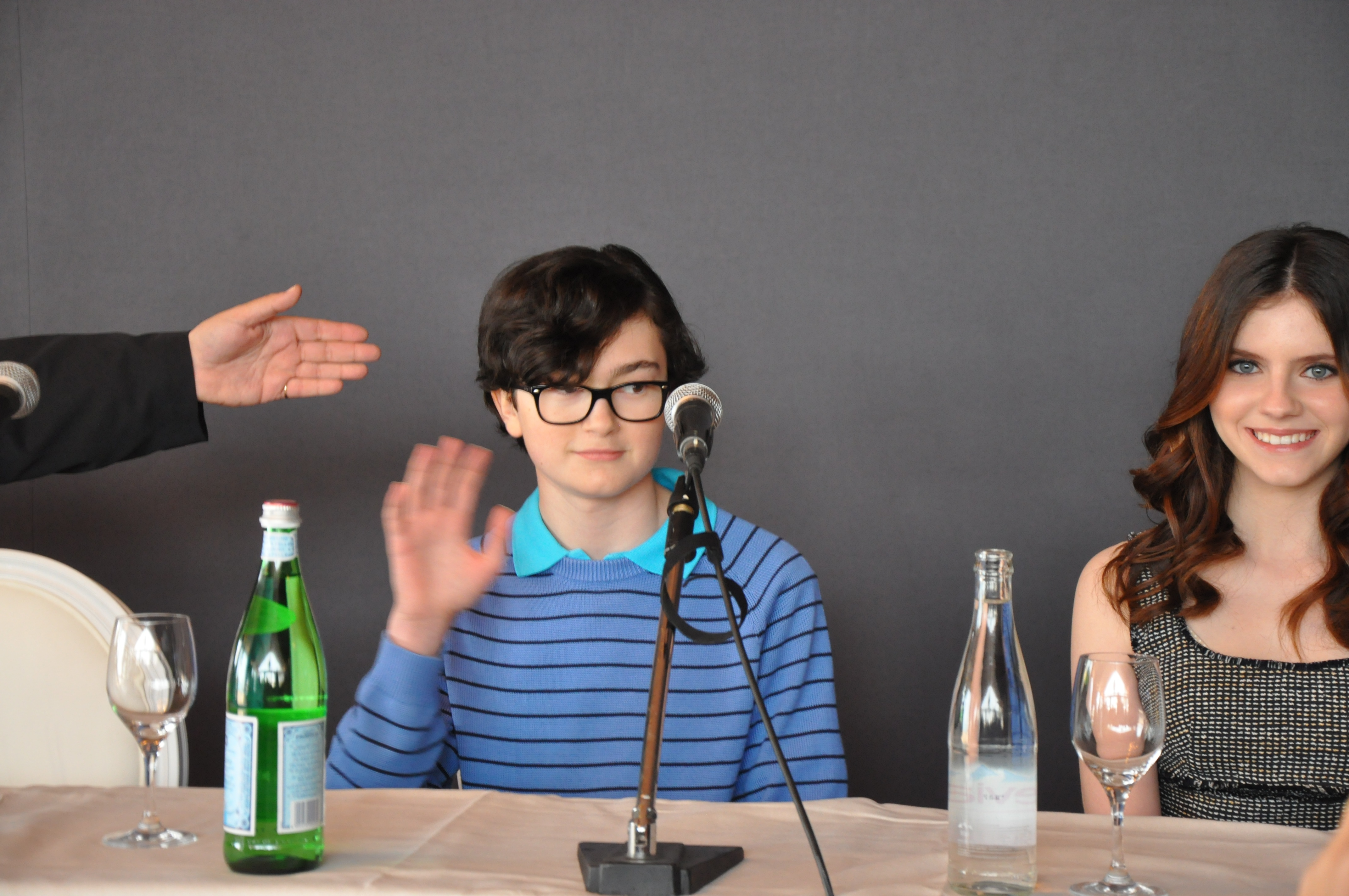
Jared Gilman and Kara Hayward (2012)

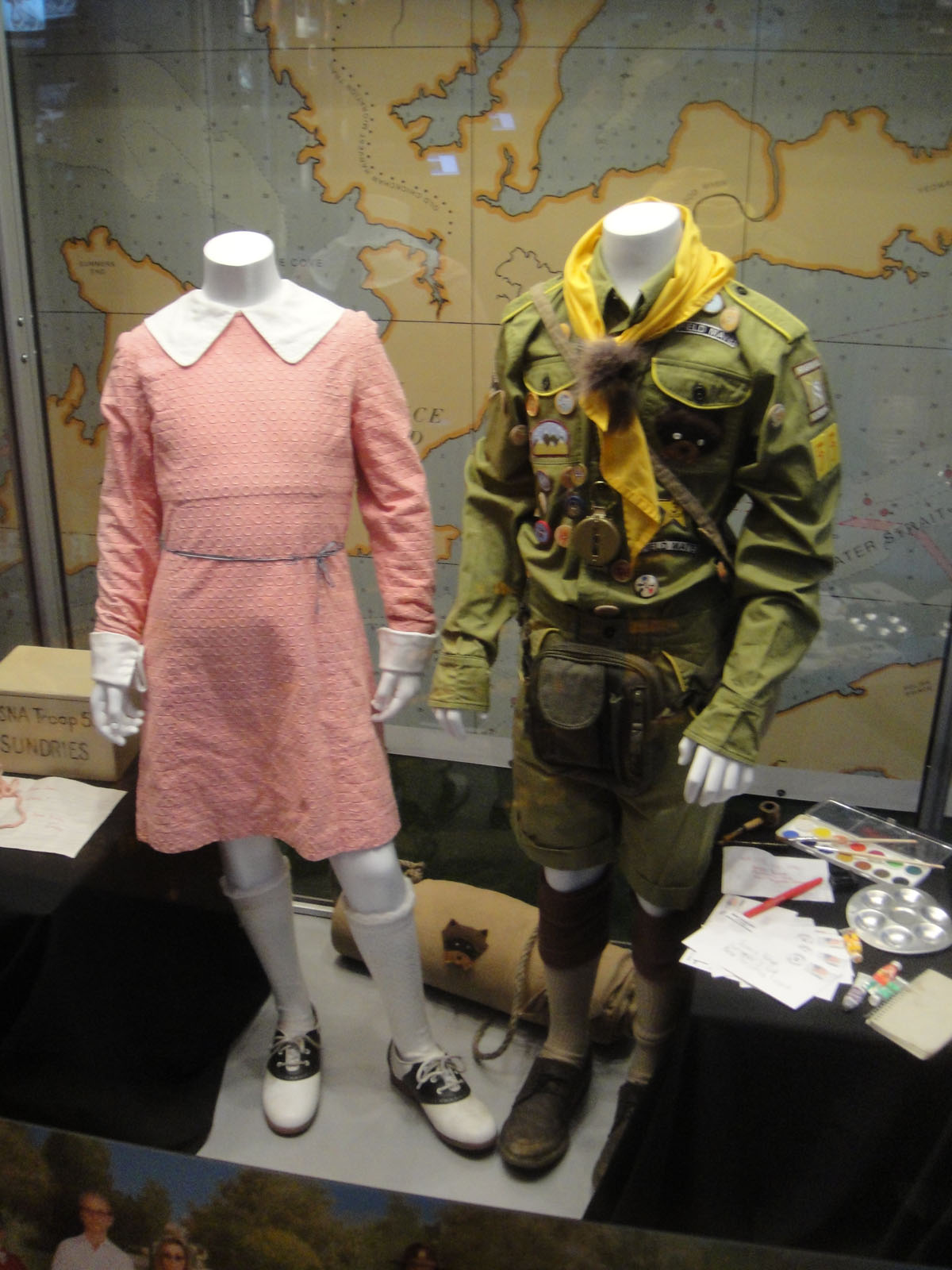
Kostüme der beiden Hauptfiguren, ausgestellt im Arclight Hollywood

Der Leuchtturm, von dem aus Suzy Bishop ihre Mutter mit Captain Sharp beobachtet, wurde für die Dreharbeiten in Jamestown, Rhode Island errichtet. Conanicut Island Light, ein ehemaliges Leuchtturmgebäude auf Rhode Island, wurde für die Außenaufnahmen des Hauses der Bishops genutzt.
Die Bücher, die Suzy aus der Bücherei entwendet hatte, sind rein fiktiv. Wes Anderson erfand die Titel und dachte sich die Textzeilen aus, die Suzy während der Filmsequenzen vorliest. Die Cover wurden von sechs verschiedenen Künstlern gestaltet. Im April 2012 entschied sich Anderson, diese Textstellen zusätzlich zu animieren und in einem Promotionvideo für den Kinofilm zu zeigen.
Um sie besser auf ihre Rollen vorzubereiten, ließ Wes Anderson die beiden zwölfjährigen Schauspieler Hayward und Gilman sich gegenseitig Briefe schreiben, genau so wie es ihre Charaktere im Film machen.
Moonrise Kingdom feierte seine Weltpremiere als Eröffnungsfilm der 65. Internationalen Filmfestspiele in Cannes 2012. Der Film kam im Verleih von Tobis Film am 24. Mai 2012 in die deutschen Kinos. Die deutsche Synchronfassung entstand bei der Berliner Synchron unter Synchronregie von Christoph Cierpka nach einem Dialogbuch von Marius Clarén.

## Musik
Als eine wesentliche Inspirationsquelle für den Film dienten Wes Anderson verschiedene Kompositionen für Chor und Orchester von Benjamin Britten. Einen Rahmen bildet Brittens The Young Person’s Guide to the Orchestra, den Suzy und ihre Geschwister zu Beginn und Ende des Films anhören. Eine zentrale Rolle an verschiedenen Punkten der Handlung spielt die Oper Noye’s Fludde (Noahs Sintflut). Weitere Kompositionen Brittens, die Teile der Filmmusik ausmachen, sind Lieder aus Friday Afternoons und der Oper A Midsummer Night’s Dream. Das Stück Volière (Das Vogelhaus) aus dem Karneval der Tiere von Camille Saint-Saëns ergänzt die Auswahl der für Kinder komponierten klassischen Musik. Zusätzliche Originalkompositionen stammen vom französischen Komponisten Alexandre Desplat; für den Abspann komponierte Desplat eine Version seines Themas nach dem Vorbild von Brittens Young Person’s Guide to the Orchestra. Außerdem sind drei Songs des Country-Sängers Hank Williams zu hören. Eine besondere Rolle spielt das Chanson Le Temps de l’Amour von Françoise Hardy.
| #  | Titel                                                                                  | Künstler                  |
| -- | -------------------------------------------------------------------------------------- | ------------------------- |
| 1  | Themes A-F                                                                             | Benjamin Britten          |
| 2  | Camp Ivanhoe Cadence Medley                                                            | Mark Mothersbaugh         |
| 3  | Playful Pizzicato                                                                      | Benjamin Britten          |
| 4  | Kaw-Liga                                                                               | Fred Rose / Hank Williams |
| 5  | Noye, Noye, Take Thou Thy Company                                                      | Benjamin Britten          |
| 6  | The Heroic Weather-Conditions of the Universe. Part 1. A Veiled Mist                   | Alexandre Desplat         |
| 7  | The Heroic Weather-Conditions of the Universe. Part 2. Smoke / Fire                    | Alexandre Desplat         |
| 8  | The Heroic Weather-Conditions of the Universe. Part 3. The Salt Air                    | Alexandre Desplat         |
| 9  | Act 2. On the ground, sleep sound                                                      | Benjamin Britten          |
| 10 | Long Gone Lonesome Blues                                                               | Hank Williams             |
| 11 | Volière                                                                                | Camille Saint-Saëns       |
| 12 | Le Temps de l’Amour                                                                    | Françoise Hardy           |
| 13 | An die Musik                                                                           | Franz Schubert            |
| 14 | Ramblin' Man                                                                           | Hank Williams             |
| 15 | Old Abram Brown                                                                        | Benjamin Britten          |
| 16 | The Heroic Weather-Conditions of the Universe. Parts 4-6. Thunder, Lightning, and Rain | Alexandre Desplat         |
| 17 | The Spacious Firmament on High                                                         | Benjamin Britten          |
| 18 | Noye, take thy wife Anone                                                              | Benjamin Britten          |
| 19 | Fugue. Allegro molto                                                                   | Benjamin Britten          |
| 20 | Cuckoo!                                                                                | Benjamin Britten          |
| 21 | The Heroic Weather-Conditions of the Universe. Part 7. After the Storm                 | Alexandre Desplat         |

## Kritiken
Obwohl Moonrise Kingdom deutlich von Wes Andersons typisch skurrilen Stil geprägt ist, an welchem sich viele Kritiker seiner vorangegangenen Filme störten, wurde Moonrise Kingdom überaus positiv aufgenommen. Dies spiegelt sich auch in den Auswertungen US-amerikanischer Aggregatoren wider. So erfasst Rotten Tomatoes fast ausschließlich wohlwollende Besprechungen und ordnet den Film dementsprechend als „Zertifiziert Frisch“ ein. Metacritic ermittelt  aus den vorliegenden Bewertungen „Allgemeines Kritikerlob“.
Hanns-Georg Rodek erklärt sich dies in seiner Kritik in Die Welt vom 17. Mai 2012 mit der Skurrilität, die sich nicht mehr in den Personen, sondern in der Erzählweise ausdrückt.

„So geht wahre Liebe: unbedingt und voller Ernst. Wes Anderson erzählt in Moonrise Kingdom, dem Eröffnungsfilm in Cannes, von Veränderung – und der Zukunft des Kinos.“

„Traurigkeit und Komik liegen in Moonrise Kingdom immer sehr nah beieinander, die Wirklichkeit des Lebens und die Absurdität der Kinokomödie, eingebettet in eine überbordende Fülle liebevoll arrangierter Details, an denen man sich kaum satt sehen kann.“

„Zusammengefasst ist Moonrise Kingdom ein Highlight fürs Auge, an dem man sich nur schwer sattsehen kann. Wes Anderson hat wieder einmal ein komplettes Meisterwerk vollbracht, in dem die Mischung aus Drehbuch, Ausstattung, Musik und perfekt besetzten Figuren stimmt wie sonst selten. Freunde des schrägen Humors werden sicher ihre Freude daran haben, alle anderen sollten sich einfach mal drauf einlassen.“

„Eine detailfreudig ausgestattete, mit genau abgestimmten Farbkompositionen punktende Mischung aus Drama, Komödie, Kinderfilm und Liebesgeschichte. Sie versammelt ein skurriles Personal, um von der Unbeschwertheit der Kindheit, aber auch von dysfunktionalen Familien zu erzählen, wobei Anspielungen auf die amerikanische Kulturgeschichte, lakonische Dialoge und witzige Beobachtungen den Film zum reinen Vergnügen machen.“

## Auszeichnungen
- 2012: Phoenix Film Critics Society Award (Bestes Schauspielensemble, Bestes Originaldrehbuch, Bestes Szenenbild)
- 2012: San Francisco Film Critics Circle Award (Bestes Szenenbild)
- 2012: Southeastern Film Critics Association Award (Bestes Originaldrehbuch)
- 2012: Utah Film Critics Association Award (Beste Regie)
- 2013: Online Film Critics Society Award (Bestes Originaldrehbuch)
- 2013: Online Film & Television Association Award (Bestes Originaldrehbuch)
- 2013: Golden-Globe-Nominierung (Bester Film – Komödie oder Musical)
- 2013: Oscar-Nominierung (Bestes Originaldrehbuch)

2016 belegte Moonrise Kingdom bei einer Umfrage der BBC zu den 100 bedeutendsten Filmen des 21. Jahrhunderts den 95. Platz.